# Yula ocellata
Yula ocellata är en fjärilsart som beskrevs av Louis Beethoven Prout 1924. Yula ocellata ingår i släktet Yula och familjen nattflyn. Inga underarter finns listade i Catalogue of Life.